# Rudolf Jehle
Rudolf Jehle (ur. 20 lutego 1894, zm. 18 grudnia 1970 w Schaan) – liechtensteiński strzelec, olimpijczyk.
Brał udział w igrzyskach olimpijskich w 1936 (Berlin). Wystartował tylko w konkurencji karabinu małokalibrowego leżąc z odl. 50 m, w której zajął 63. miejsce.

## Wyniki olimpijskie
| Igrzyska | Konkurencja                       | Wynik       | Miejsce    | Źródło |
| -------- | --------------------------------- | ----------- | ---------- | ------ |
| IO 1936  | Karabin małokalibrowy leżąc, 50 m | 280 punktów | 63 (na 66) | [ 2 ]  |